# Thomas Gaudin

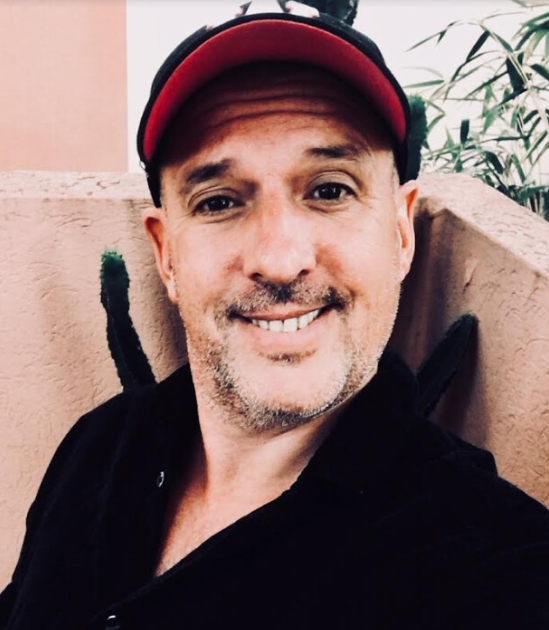
Thomas Gaudin (2019)

Thomas Gaudin (* 26. Juni 1973 in Fontenay-sous-Bois) ist ein französischer Schauspieler, Film- und Theaterregisseur sowie Komiker.

## Leben
Thomas Gaudin ist der Sohn der Sängerin Line Viala. In der Schule hatte Thomas Gaudin eine unruhige Schulzeit, er wird vor allem als Spaßvogel wahrgenommen. Das Gymnasium brach er in der 9. Klasse ab. Später nahm eine Reihe von Gelegenheitsjobs an, unter anderem Kofferträger in einem Vier-Sterne-Hotel, Programmgestalter einer Blues-Sendung auf Radio Béton in Tours, Verkäufer oder Hundesitter. Mit 22 Jahren beschloss, Schauspieler zu werden.
Thomas Gaudin trat als Straßenkünstler auf und spielte Streiche in der U-Bahn. Daneben nahm Gelegenheitsjobs an und schlug sich mit kleineren Rollen am Theater durch. Zwischen 1996 und 2001 trat er mit der von ihm gegründeten Gruppe „Les Tracas quotidiens“ auf. In der Sendung Paris Dernière, die von Frédéric Taddei moderiert wird, trat er zusammen mit Pascal Casanova auf.
1998 spielte er am Theater vier kleinere Rollen in Cyrano de Bergerac, inszeniert von Jérôme Savary. 2001 lernte er Olivier Devals kennen, einen Komiker, mit dem er das Duo Devals et Gaudi bildete. Mit diesem Duo gewannen sie mehrere große Festivals und wurden 2004 beim internationalen Humorfestival Juste pour rire in Montreal, an dem sie zwei Mal teilnahmen, zum Newcomer des Jahres gekürt. Sie wurden auch für das Festival Grand Rire in Québec City ausgewählt.
Später lernte er Philippe Orreindy kennen, der beschloss, aus einem Sketch von ihm den Kurzfilm J’attendrai le suivant zu drehen, ein Werk, das in Frankreich und international mehrfach ausgezeichnet wurde. Der Film wurde 2003 für einen Oscar in der Kategorie Bester Kurzfilm nominiert. Im Jahr 2004 erhielt der Film eine César-Nominierung als Bester Kurzfilm. Im selben Jahr gewann er einen Europäischen Filmpreis als Bester Kurzfilm.
Devals et Gaudi spielte eine Show im Point-Virgule in Paris und auf zahlreichen Festivals. Parallel dazu wurden sie zusammen mit Pascal Casanova in die Canal+-Sendung Le Vrai Journal de Karl Zéro aufgenommen, in der sie drei Staffeln lang eine wöchentliche Szene mit versteckter Kamera haben. Später werden sie von Laurent Ruquier angeworben, um in der täglichen Sendung On n'a pas tout dit auf France 2 versteckte Kameras zu drehen. Sie arbeiten auch mit Jean-Luc Lemoine in seiner Sendung L'habit ne fait pas Lemoine auf France 2.
Parallel dazu führte Thomas Gaudin Regie bei Werbespots für zahlreiche Marken wie Mercedes, Ouigo und Axa. Bekannt wurde insbesondere ein Werbespot mit Franck Ribéry, Karim Benzema und weiteren Spielern der französischen Fußballnationalmannschaft für Crédit Agricole.
Er arbeitete mit Fabrice Éboué als Autor bei allen Sendungen von Marc-Olivier Fogiel auf M6 zusammen, dann bei den Fabrice Eboué se rachète auf France 4. Er schrieb außerdem für die Sendung On n'demande qu'à en rire von Laurent Ruquier Sketche insbesondere für den Komiker Waly Dia und Babass. Mit Kamel le Magicien schrieb er einen 52-minütigen Beitrag für Canal+, der anlässlich des 30-jährigen Bestehens von Canal+ ausgestrahlt wird.
Von 2018 bis 2019 ist er Co-Autor und Regisseur von Fabrice Eboués neuester Show Plus rien à perdre, für die er für den französischen Comedy-Preis Molière de l'humour nominiert wurde.
Im Jahr 2018 wurde auf C8 das Stück Un week-end tranquille ausgestrahlt, das von Alil Vardar und Thomas Gaudin gemeinsam geschrieben und im Théâtre de la Comédie de Paris aufgeführt wurde.

## Filmografie (Auswahl)
Filme
- 2002: J’attendrai le suivant …  (Kurzfilm)
- 2005: Video Paradiso (Kurzfilm)
- 2013–2017: YouHumour (Fernsehserie)